# 雷恩机场
雷恩机场，商业名称为雷恩布列塔尼机场（法語：Aéroport de Rennes-Bretagne），又名雷恩-圣雅克机场（法語：Aéroport de Rennes-Saint-Jacques），是法国西北部城市雷恩的城市客运机场，位于圣雅克德拉朗德市镇范围内，距离雷恩市中心大约8公里。

## 历史
雷恩机场最初建成于1933年。第二次世界大战期间，雷恩机场曾被纳粹德军控制，二战后期该机场曾遭到盟军的轰炸。战争结束后，雷恩机场逐渐转为民用，20世纪60年代该机场修建了新的航站楼。2018年，法国政府宣布放弃“大西部机场”计划，作为补偿，雷恩机场将进行部分扩建。

## 航空公司与目的地
截至2024年11月，雷恩机场开行约20条固定航线，其目的地主要分布于欧洲各地和北非马格里布地区。
| 航空公司     | 目的地                                                             |
| ------------ | ------------------------------------------------------------------ |
| 漢莎航空     | 法蘭克福                                                           |
| 維羅提航空   | 马赛、蒙彼利埃                                                     |
| 法国航空     | 里昂、巴黎-戴高乐 季节性：阿雅克肖、比亚里茨、卡尔维、菲加里、马赛 |
| Finistair    | 季节性：贝勒岛                                                     |
| Twin Jet     | 图卢兹                                                             |
| 法国泛航航空 | 蒙彼利埃、马拉喀什                                                 |
| 荷兰皇家航空 | 阿姆斯特丹                                                         |
| 爱尔兰航空   | 季节性：都柏林                                                     |
| 易捷航空     | 图卢兹、盖特威克、尼斯                                             |